# 奉賢新城駅

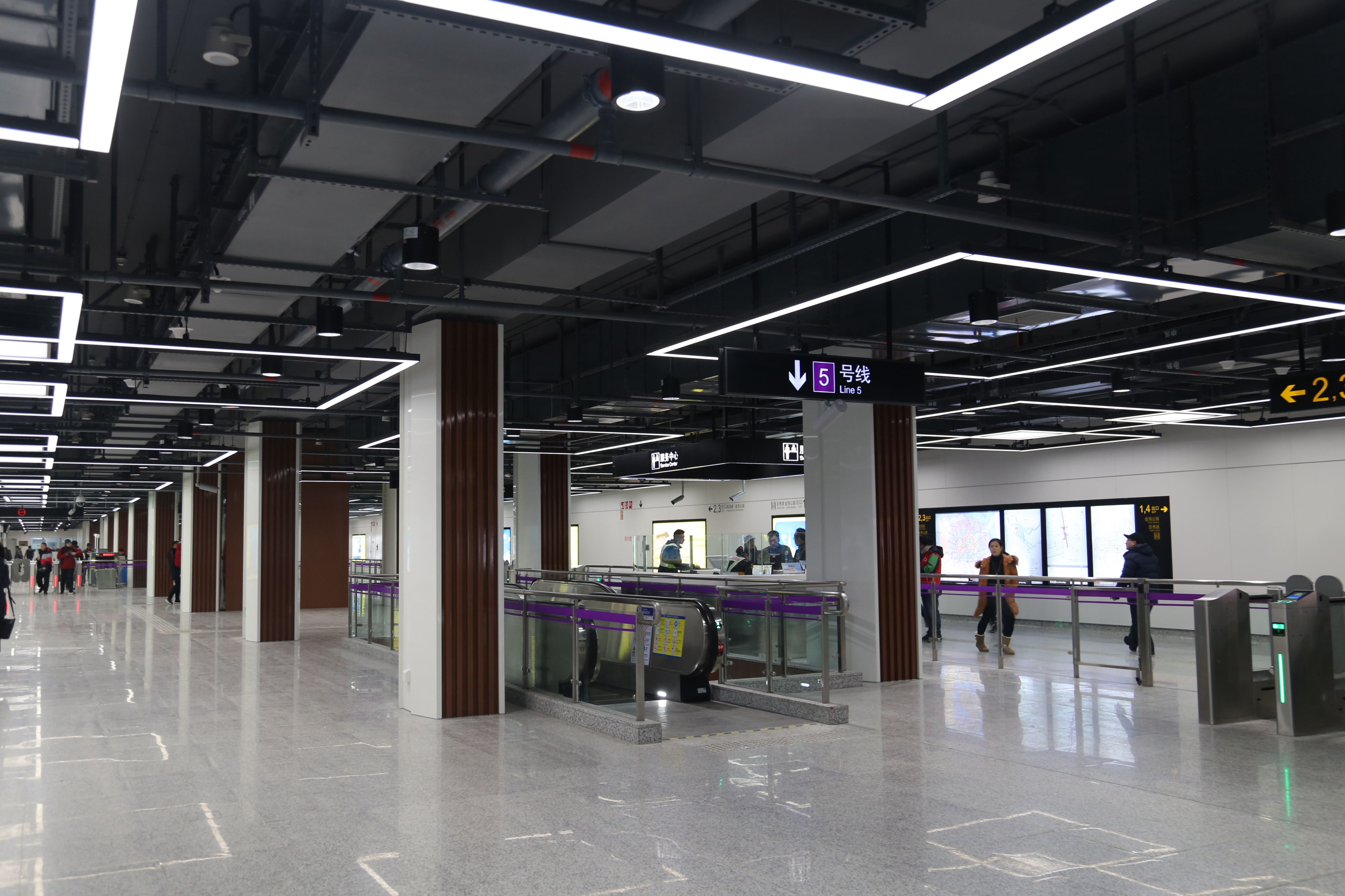
奉賢新城駅 駅舎

奉賢新城駅（ほうけんしんじょうえき）は、中華人民共和国上海市奉賢区百秀路金海公路にある、上海鉄道交通5号線の島式ホームの地下駅で同線の終点。

## 駅構造
奉賢新城駅は地下2階に1面2線の島式ホームを持ち、駅後方には2本の折り返し線が設置されている。折り返し線の後方の本線は高架部分に接続し、車両留置駅である平荘公路駅および平荘公路車両基地に接続する。
| 地上階  | 出入口                      | 1-4番出入口                          |
| 地下1階 | 駅舎                        | 発券サービス、自動券売機、有人案内所 |
| 地下2階 | ←■5号線莘荘方面（金海湖駅） | ←■5号線莘荘方面（金海湖駅）          |
| 地下2階 | 島式ホーム、左ドアが開く    |                                      |
| 地下2階 |                             |                                      |

## 駅周辺
| 出入口    | 行先             |
| --------- | ---------------- |
| 1番出入口 | 金海公路         |
| 2番出入口 | 金海公路         |
| 3番出入口 | 南公路、金海公路 |
| 4番出入口 | 百秀路           |

## 隣の駅
上海軌道交通
■5号線本線
金海湖駅 - 奉賢新城駅